# Brani musicali dei Litfiba
Questa lista di brani musicali dei Litfiba elenca le canzoni incise nel corso della loro storia dal gruppo musicale italiano Litfiba, i brani da loro scritti ed interpretati, i brani inediti già depositati alla SIAE e quelli presenti solamente su bootleg e demo.
| Titolo                          | Anno | Incisione               | Durata                                                                                         | Autore testo | Autore/i musica                             | Note |  |
| ------------------------------- | ---- | ----------------------- | ---------------------------------------------------------------------------------------------- | --- | ------------------------------------------- | --- |  |
| A denti stretti                 | 1994 | Colpo di coda           | 4:05                                                                                           | Pelù | Renzulli, Pelù                              | |  |
| A Satana                        | 1980 |                         |                                                                                                | Pelù | Aiazzi, Maroccolo, Pelù, Renzulli           | Prima canzone in assoluto scritta dalla band, suonata nei primissimi concerti del 1980 e del 1981, presente solamente su bootleg. |  |
| Africa                          | 1994 |                         | 4:09                                                                                           | Pelù | Renzulli                                    | Brano presente solamente su singolo in versione studio, oppure in versione live con testo divergente negli album Colpo di coda e Lacio Drom, quest'ultimo possiede un testo più simile alla versione uscita su singolo; il brano in versione studio non è mai stato rilasciato in alcun album in studio e né in alcuna raccolta della band. |  |
| After death                     | 1980 |                         |                                                                                                | Renzulli | Aiazzi, Maroccolo, Pelù, Renzulli           | Tra le primissime canzoni della band, suonata principalmente nei primi live, è presente su demo ed in bootleg del periodo |  |
| Alba e tempesta                 | 2005 | Essere o sembrare       | 4:04                                                                                           | Cavallo | Cavallo, Renzulli, Venier                   | |  |
| Amigo                           | 1988 | Litfiba 3               | 3:23                                                                                           | Pelù | Aiazzi, Maroccolo, Pelù, Renzulli           | |  |
| Amsterdam (Diaframma) 1985      | 1985 |                         | 5:28                                                                                           | Fiumani | Fiumani                                     | Brano dei soli Diaframma, proveniente dall'album Siberia del 1984, che i Litfiba hanno eseguito in tandem con l'altra band alcune volte dal vivo, ma che è reperibile, oltre che nell'omonimo E.P. rilasciato nell'ottobre del 1985, anche in versione demo nella raccolta di rarità e memorabilia dei Diaframma Sassolini sul fondo del fiume, oltre che come retro del singolo Buchi nell'acqua di Federico Fiumani e Piero Pelù                            |  |
| Anarcoide                       | 2012 | Grande nazione          | 3:40                                                                                           | Pelù | Renzulli, Pelù                              | |  |
| Animale di zona                 | 1995 | Spirito                 | 4:36                                                                                           | Pelù | Renzulli                                    | |  |
| Anniversary                     | 1982 |                         | 4:24                                                                                           | Renzulli | Aiazzi, Maroccolo, Pelù, Renzulli           | Brano registrato su demo e presente su bootleg del periodo, perché eseguito live specialmente nel 1983; dieci anni dopo verrà inserito su Firenze Sogna! (Itinerari Musicali 1976/1983) una compilation di band underground fiorentine, che contiene anche un brevissimo stralcio di un'intervista ad Antonio Aiazzi |  |
| Apapaia                         | 1986 | 17 re                   | 5:01                                                                                           | Pelù | Aiazzi, Maroccolo, Pelù, Renzulli           | |  |
| Approdo sulle coste della Libia | 1983 | Eneide di Krypton       | 16:25                                                                                          | (strumentale) | Aiazzi, Maroccolo, Pelù, Renzulli           | |  |
| Apri le tue porte               | 1997 | Mondi sommersi          | 4:12                                                                                           | Pelù | Renzulli                                    | |  |
| Arriva nel cerchio              | 1985 |                         |                                                                                                | Pelù | Aiazzi, Maroccolo, Renzulli                 | Brano presente solamente su bootleg |  |
| Attacca                         | 1987 |                         |                                                                                                | Pelù | Aiazzi, Maroccolo, Pelù, Renzulli           | Brano presente solamente su bootleg, improvvisato dal vivo durante il tour di 17 Re come intermezzo del brano Ferito |  |
| Ballata                         | 1986 | 17 re                   | 3:54                                                                                           | Pelù | Aiazzi, Maroccolo, Pelù, Renzulli           | |  |
| Bambino                         | 1988 | Litfiba 3               | 5:16                                                                                           | Pelù | Aiazzi, Maroccolo, Pelù, Renzulli           | |  |
| Barcollo                        | 2010 | Stato Libero di Litfiba | 4:00                                                                                           | Pelù | Renzulli, Pelù                              | |  |
| Betrayal                        | 1982 |                         |                                                                                                | Renzulli | Aiazzi, Maroccolo, Pelù, Renzulli           | Versione in inglese di Tradimento, come l'originale in italiano, è presente solamente su demo, non sono note esecuzioni dal vivo della stessa |  |
| Bisogno di odio                 | 1983 |                         |                                                                                                | Pelù | Aiazzi, Maroccolo, Pelù, Renzulli           | Brano presente solamente su bootleg dell'epoca |  |
| Brado                           | 2012 | Grande nazione          | 4:34                                                                                           | Pelù | Renzulli, Pelù                              | |  |
| Bueno                           | 1993 |                         |                                                                                                | Pelù | Renzulli                                    | Versione primordiale di Dinosauro con testo differente e ritornello che verrà poi inserito nella canzone Ritmo di Mondi sommersi anni dopo; venne eseguita dal vivo ad un concerto a Montreux, ne esiste il filmato |  |
| C'est la vie                    | 2000 | Elettromacumba          | 5:32                                                                                           | Cavallo | Renzulli                                    | |  |
| Café, Mexcal e Rosita           | 1986 | 17 re                   | 3:14                                                                                           | Pelù | Aiazzi, Maroccolo, Pelù, Renzulli           | |  |
| Cane                            | 1986 | 17 re                   | 2:51                                                                                           | Pelù | Aiazzi, Maroccolo, Pelù, Renzulli           | |  |
| Cangaceiro                      | 1989 | Pirata                  | 4:40                                                                                           | Pelù | Renzulli                                    | La versione in studio è più lunga di quella dal vivo di 21 secondi |  |
| Cannon song                     | 1989 | Pirata                  | 2:57                                                                                           | Bertold Brecht | Kurt Weill                                  | Interpretazione in inglese (l'originale è in tedesco) del pezzo tratto dallo spettacolo teatrale "L'pera da tre soldi" di Bertold Brecht |  |
| Canto di gioia                  | 1999 | Infinito                | 4:09                                                                                           | Pelù | Renzulli                                    | |  |
| Ci sei solo tu                  | 1988 | Litfiba 3               | 4:59                                                                                           | Pelù | Aiazzi, Maroccolo, Pelù, Renzulli           | |  |
| Claustrofobia                   | 1982 |                         |                                                                                                | Pelù | Aiazzi, Maroccolo, Pelù, Renzulli           | Brano presente in demo e bootleg, eseguito dal vivo all'epoca; il testo è citato in una striscia di Massimo Cavezzali dedicata alla band nella rivista COMIX del 1995 |  |
| Come un Dio                     | 1986 | 17 re                   | 5:15                                                                                           | Pelù | Renzulli                                    | A partire dal periodo in cui venne registrato l'album dal vivo Pirata, il brano è stato accorciato nella lunghezza e nel titolo, ridotto a 'Dio'; sullo stesso disco il minutaggio appare di 4:13. |  |
| Corri                           | 1988 | Litfiba 3               | 3:47                                                                                           | Pelù | Aiazzi, Maroccolo, Pelù, Renzulli           | |  |
| CPT Queeg                       | 1986 | Transea                 | 3:28                                                                                           | (strumentale) | Aiazzi, Magnelli, Maroccolo                 | Brano strumentale tratto dalla colonna sonora realizzata per lo spettacolo teatrale Il compagno dagli occhi senza cigli realizzata dalla band nome Beau Geste di cui facevano parte Antonio Aiazzi e Gianni Maroccolo, oltre al collaboratore Francesco Magnelli. |  |
| Cronos                          | 1982 |                         | 2:26                                                                                           | (strumentale) | Aiazzi, Renzulli, Maroccolo                 | qualità discreta dell'audio, del brano non ci sono molte informazioni. |  |
| Cuore di vetro                  | 1988 | Litfiba 3               | 4:57                                                                                           | Pelù | Aiazzi, Maroccolo, Pelù, Renzulli           | |  |
| Dall'alba al tramonto           | 2000 | Elettromacumba          | 4:35                                                                                           | Cavallo | Renzulli                                    | |  |
| Dea del Fujiama                 | 1981 |                         |                                                                                                | Pelù | Aiazzi, Maroccolo, Pelù, Renzulli           | Talvolta si trova col titolo accorciato in Dea, del brano esistono 4 versioni, tutte demo; venne girato un videoclip nel 1983 per questo brano. |  |
| Desaparecido                    | 1985 | Desaparecido            | 3:23                                                                                           | Pelù | Aiazzi, Maroccolo, Pelù, Renzulli           | |  |
| Diavolo illuso                  | 1995 | Spirito                 | 4:27                                                                                           | Pelù | Renzulli                                    | |  |
| Diciassette re                  | 1986 |                         |                                                                                                | Pelù | Aiazzi, Maroccolo, Pelù, Renzulli           | Title track del secondo album della band, che doveva presenziare nello stesso, venendo però poi scartata alla fine; ne esistono 3 versioni demo, purtroppo mai rilasciate dalla band, probabilmente perché insoddisfatta del risultato. Durante un'intervista nel 2012, Pelù e Renzulli ne canticchiarono una parte. Il testo venne comunque inserito all'interno del libretto del disco. Risulta uno dei brani più ricercati tra gli appassionati della band |  |
| Dimmi dei nazi                  | 2011 |                         | 6:41                                                                                           | (strumentale) | Renzulli, Pelù                              | Brano presente nel documentario Pivano blues - Sulla strada di Nanda e poi inserito nella versione deluxe di Grande nazione |  |
| Dimmi il nome                   | 1993 | Terremoto               | 3:41                                                                                           | Pelù | Renzulli                                    | |  |
| Dinamite                        | 1988 |                         |                                                                                                | Pelù | Aiazzi, Maroccolo, Pelù, Renzulli           | Brano improvvisato dal vivo nel 1988 e presente su bootleg |  |
| Dinosauro                       | 1993 | Terremoto               | 3:47                                                                                           | Pelù | Renzulli                                    | |  |
| Dio del tuono                   | 2016 | Eutòpia                 | 3:21                                                                                           | Pelù | Renzulli, Pelù                              | |  |
| Dottor M.                       | 1997 | Mondi sommersi          | 5:05                                                                                           | Pelù | Renzulli, Pelù                              | |  |
| E.F.S. 44                       | 1982 | Litfiba                 | 3:06                                                                                           | (strumentale) | Aiazzi, Maroccolo, Renzulli                 | La sigla sta per Etnological Forgery Series, ne esiste una versione demo nettamente più lunga, utilizzata quale sigla d'apertura per lo spettacolo Mephisto fest. |  |
| Effetti collaterali             | 2009 | Five on line            | 4:44                                                                                           | |                                             | |  |
| El diablo                       | 1990 | El diablo               | 4:26                                                                                           | Pelù | Renzulli                                    | |  |
| Elettrica                       | 2012 | Grande nazione          | 4:11                                                                                           | Pelù | Renzulli, Pelù                              | |  |
| Elettrica danza                 | 1984 | Yassassin               | 3:21                                                                                           | Pelù | Aiazzi, Maroccolo, Pelù, Renzulli           | |  |
| Elettromacumba                  | 2000 | Elettromacumba          | 4:19                                                                                           | Cavallo | Renzulli                                    | |  |
| Elettromacumba intro            | 2000 | Elettromacumba          | 0:22                                                                                           | (strumentale) | Renzulli                                    | |  |
| Enea e Didone                   | 1982 |                         |                                                                                                | (strumentale) | Aiazzi, Maroccolo, Pelù, Renzulli           | Presente su demo del 1982, del brano non ci sono informazioni ne fu mai eseguito in live, la durata del brano non si può stabilire poiché il nastro si interrompe, il brano ricorda altri progetti come Eneide di crypton e beau geste, la registrazione é strumentale per ciò che si può ascoltare |  |
| Eroi nel vento                  | 1985 | Desaparecido            | 3:45                                                                                           | Pelù | Aiazzi, Maroccolo, Pelù, Renzulli           | Sul primo album della band è indicata col titolo al singolare, Eroe nel vento, anziché al plurale, come verrà in seguito sempre citata |  |
| Eutòpia                         | 2016 | Eutopia                 | 6:11                                                                                           | Pelù | Renzulli, Pelù                              | |  |
| Fata Morgana                    | 1993 | Terremoto               | 5:13                                                                                           | Pelù | Renzulli                                    | |  |
| Febbre                          | 1986 | 17 re                   | 3:49                                                                                           | Pelù | Aiazzi, Maroccolo, Pelù, Renzulli           | |  |
| Ferito                          | 1986 | 17 re                   | 4:26                                                                                           | Pelù | Aiazzi, Maroccolo, Pelù, Renzulli           | |  |
| Fiesta tosta                    | 2012 | Grande nazione          | 4:00                                                                                           | Pelù | Renzulli, Pelù                              | |  |
| Firenze sogna                   | 1993 | Terremoto               | 4:38                                                                                           | Pelù | Renzulli                                    | |  |
| Frank                           | 1999 | Infinito                | 3:14                                                                                           | Pelù | Renzulli                                    | |  |
| Fuck to Your Mother (Control)   | 1980 |                         |                                                                                                | |                                             | Brano eseguito nei primissimi live |  |
| Gioconda                        | 1990 | El diablo               | 5:08                                                                                           | Pelù | Renzulli                                    | |  |
| Giorni di vento                 | 2005 | Essere o sembrare       | 4:07                                                                                           | Cavallo | Cavallo, Renzulli, Colzi                    | |  |
| Gira nel mio cerchio            | 1986 | 17 re                   | 3:37                                                                                           | Pelù | Aiazzi, Maroccolo, Pelù, Renzulli           | |  |
| Goccia a goccia                 | 1997 | Mondi sommersi          | 4:42                                                                                           | Pelù | Renzulli                                    | |  |
| Gorilla go                      | 2016 | Eutopia                 | 3:32                                                                                           | Pelù | Renzulli, Pelù                              | |  |
| Gota A Gota                     | 1998 | Mondi sommersi          | 3:54                                                                                           | Pelù | Renzulli                                    | Versione in spagnolo del brano Goccia a goccia presente nell'edizione spagnola del disco |  |
| Grande Nazione                  | 2012 | Grande nazione          | 5:04                                                                                           | Pelù | Renzulli, Pelù                              | |  |
| Guerra                          | 1982 | Desaparecido            | 5:30                                                                                           | Pelù | Aiazzi, Maroccolo, Pelù, Renzulli           | Del brano esistono 4 versioni, la versione originale presente su demo e sul primo EP, era nettamente più corta (sul primo EP durava 4:23) |  |
| Icaro                           | 1983 |                         |                                                                                                | (strumentale) | Aiazzi, Maroccolo, Renzulli                 | Brano strumentale presente su demo |  |
| Il branco                       | 2001 | Insidia                 | 3:39                                                                                           | Cavallo | Cavallo, Renzulli, Venier                   | |  |
| Il canto dei latini             | 1983 | Eneide di Krypton       | 2:26                                                                                           | (strumentale) | Aiazzi, Maroccolo, Renzulli                 | |  |
| Il giardino della follia        | 2000 | Elettromacumba          | 4:11                                                                                           | Cavallo | Renzulli                                    | |  |
| Il mio corpo che cambia         | 1999 | Infinito                | 4:00                                                                                           | Pelù | Renzulli                                    | |  |
| Il mistero di Giulia            | 1993 | Terremoto               | 5:57                                                                                           | Pelù | Renzulli                                    | |  |
| Il mostro                       | 2009 |                         |                                                                                                | |                                             | Brano eseguito dal vivo solamente due volte nel corso dei concerti di Aosta e Modena nell'estate del 2009, è stato pubblicato dall'ex cantante del periodo, Filippo Margheri, in streaming sul suo sito; avrebbe dovuto far parte dell'album mai uscito della band con il suddetto cantante |  |
| Il patto                        | 2000 | Elettromacumba          | 4:53                                                                                           | Cavallo | Renzulli, Cavallo                           | |  |
| Il pazzo che ride               | 2000 | Elettromacumba          | 5:57                                                                                           | Cavallo | Renzulli                                    | |  |
| Il racconto di Enea             | 1983 | Eneide di Krypton       | 5:30                                                                                           | Virgilio | Aiazzi, Maroccolo, Pelù, Renzulli           | Il testo è tratto dal secondo libro dell'Eneide |  |
| Il segnale (Elettroflash)       | 1980 |                         |                                                                                                | Pelù | Aiazzi, Maroccolo, Pelù, Renzulli           | Brano eseguito nei primissimi concerti della band, presente su bootleg |  |
| Il tempo di morire              | 1990 |                         | 4:57                                                                                           | Mogol | Battisti                                    | Cover della nota canzone di Lucio Battisti |  |
| Il vento                        | 1989 | Pirata                  | 4:46                                                                                           | Pelù | Aiazzi, Maroccolo, Pelù, Renzulli           | |  |
| Il volo                         | 1990 | El diablo               | 4:22                                                                                           | Pelù | Renzulli                                    | |  |
| Imparerò                        | 1997 | Mondi sommersi          | 3:27                                                                                           | Pelù | Renzulli                                    | |  |
| In fondo alla boccia            | 1997 | Mondi sommersi          | 3:43                                                                                           | Pelù | Renzulli                                    | |  |
| In my head                      | 1980 |                         |                                                                                                | Renzulli | Aiazzi, Maroccolo, Pelù, Renzulli           | Brano eseguito nei primissimi live, presente su demo tape e bootleg da questo brano nascerà Gira nel mio cerchio, presente su 17 Re. |  |
| In nome di Dio                  | 2016 | Eutòpia                 | 4:57                                                                                           | Pelù | Renzulli, Pelù                              | |  |
| Incantesimo                     | 1999 | Infinito                | 5:43                                                                                           | Pelù | Renzulli                                    | |  |
| Insidia                         | 2001 | Insidia                 | 3:14                                                                                           | Pelù | Cavallo, Renzulli, Venier                   | |  |
| Interior deus                   | 1982 |                         |                                                                                                | | Aiazzi, Maroccolo, Renzulli                 | Brano eseguito dal vivo intorno al 1982, ne esiste la versione rehearsal registrata nell'inverno dello stesso anno insieme a Claustrofobia, Vuoto e Notte a Dubai. |  |
| Intossicato                     | 2016 | Eutòpia                 | 4:32                                                                                           | Pelù | Renzulli, Pelù                              | |  |
| Invisibile                      | 2001 | Insidia                 | 4:30                                                                                           | Cavallo | Cavallo, Renzulli, Venier                   | |  |
| Istanbul                        | 1985 | Desaparecido            | 5:42                                                                                           | Pelù | Aiazzi, Maroccolo, Pelù, Renzulli           | Scritto nel 1984 e eseguito durante lo Yassassin tour, aveva strumentale e testo diverso. |  |
| Jazzé                           | 1983 |                         |                                                                                                | (strumentale) | Aiazzi, Maroccolo, Renzulli                 | Brano strumentale presente su demo |  |
| José (Messico)                  | 1988 |                         |                                                                                                | Pelù | Aiazzi, Maroccolo, Pelù, Renzulli           | Brano che doveva entrare a far parte del terzo album della band, forse non completato a dovere; ne esiste uno stralcio del demo pubblicato su Youtube |  |
| Jungla in taxi                  | 1984 |                         |                                                                                                | (strumentale) | Aiazzi, Maroccolo, Renzulli                 | Brano strumentale presente su demo |  |
| L'esercito delle forchette      | 1997 | Mondi sommersi          | 5:12                                                                                           | Pelù | Renzulli                                    | |  |
| L'impossibile                   | 2016 | Eutòpia                 | 4:16                                                                                           | Pelù | Renzulli, Pelù                              | |  |
| L'incontro d'amore              | 1983 | Eneide di Krypton       | 7:15                                                                                           | (strumentale) | Aiazzi, Maroccolo, Renzulli                 | |  |
| La battaglia                    | 1983 | Eneide di Krypton       | 6:17                                                                                           | Pelù | Aiazzi, Maroccolo, Pelù, Renzulli           | Talvolta indicato col titolo La battaglia sacra, si presenta strumentale su Eneide di Krypton, mentre in diverse versioni dal vivo possiede un testo (Di a tuo figlio che non morirà, dì a tuo figlio che non morirà, dì a tuo figlio che non morirà nella battaglia sacra) |  |
| La danza di Minerva             | 2016 | Eutòpia                 |                                                                                                | (strumentale) | Renzulli                                    | Bonus track presente nella versione in vinile del disco |  |
| La mia valigia                  | 2012 | Grande nazione          | 4:57                                                                                           | Pelù | Renzulli, Pelù                              | |  |
| La musica fa                    | 1995 | Spirito                 | 5:12                                                                                           | Pelù | Renzulli                                    | |  |
| La preda (nuova versione)       | 1983 | Desaparecido            | 2:50                                                                                           | Pelù | Aiazzi, Maroccolo, Pelù, Renzulli           | La versione presente su Desaparecido è più corta rispetto a quella presente sul 45 omonimo, uscito due anni prima, che invece dura 3:27 minuti |  |
| La stanza dell'oro              | 2001 | Insidia                 | 3:54                                                                                           | Cavallo | Cavallo, Renzulli, Venier                   | |  |
| La tela del ragno               | 2005 | Essere o sembrare       | 4:08                                                                                           | Cavallo, Colzi | Cavallo, Renzulli, Colzi                    | |  |
| La tempesta                     | 2010 | Eneide di Krypton       | 2:10                                                                                           | (strumentale) | Aiazzi, Maroccolo                           | |  |
| Lacio drom (buon viaggio)       | 1995 | Spirito                 | 4:12                                                                                           | Pelù | Aiazzi, Maroccolo, Pelù, Renzulli           | |  |
| Larasong                        | 2003 |                         |                                                                                                | Cavallo | Cavallo, Renzulli, Venier                   | Brano uscito solamente su singolo e facente parte della colonna sonora del videogioco Tomb Raider |  |
| Liberté                         | 1983 |                         |                                                                                                | (strumentale) | Aiazzi, Maroccolo, Renzulli                 | Brano strumentale registrato solamente come demo |  |
| Linea d'ombra                   | 1992 | Sogno ribelle           | 3:08                                                                                           | Pelù | Renzulli                                    | |  |
| Litfiba                         | 1980 |                         |                                                                                                | (strumentale) | Aiazzi, Maroccolo, Renzulli                 | Brano strumentale che veniva suonato in apertura ai primissimi concerti della band, primo brano in assoluto suonato dal vivo dalla band al primo concerto del 6 dicembre 1980 |  |
| Lo spettacolo                   | 1995 | Spirito                 | 4:10                                                                                           | Pelù | Renzulli                                    | |  |
| Louisiana                       | 1988 | Litfiba 3               | 5:36                                                                                           | Pelù | Aiazzi, Magnelli, Maroccolo, Pelù, Renzulli | |  |
| Luce che trema                  | 2001 | Insidia                 | 2:52                                                                                           | Cavallo | Cavallo, Renzulli, Venier                   | |  |
| Lulù e Marlene                  | 1985 | Desaparecido            | 4:41                                                                                           | Pelù | Aiazzi, Maroccolo, Pelù, Renzulli           | |  |
| Luna                            | 1981 |                         | Presente su demo e sul primo ep della band, fu riarrangiato nel singolo del 1983 La Preda/Luna | |                                             | |  |
| Litfiba                         | 3:54 | Pelù                    | Aiazzi, Maroccolo, Pelù, Renzulli                                                              | Registrato per il primo su demo tape nel 1981 e aggiunto poi all'E.P. e nel 45 giri omonimo uscito nel 1983, con durata di tre secondi superiore ma testo dimezzato, si trova anche nel live 12.05.1987 - Aprite i vostri occhi in un lungo medley con Vendette e parlato del Pelù |                                             | |  |
| Luna dark                       | 2012 | Grande nazione          | 4:22                                                                                           | Pelù | Renzulli, Pelù                              | |  |
| Malavida                        | 2001 | Live on line            | 4:13                                                                                           | Manu Chao | Manu Chao                                   | Cover del brano dei Mano Negra |  |
| Maria Coraggio                  | 2016 | Eutòpia                 | 3:54                                                                                           | Pelù | Renzulli, Pelù                              | |  |
| Maria Walewska                  | 1986 | Transea                 | 2:24                                                                                           | (strumentale) | Aiazzi, Magnelli, Maroccolo                 | Brano strumentale tratto dalla colonna sonora realizzata per lo spettacolo teatrale Il compagno dagli occhi senza cigli realizzata dalla band nome Beau Geste di cui facevano parte Antonio Aiazzi e Gianni Maroccolo, oltre al collaboratore Francesco Magnelli. Il brano originariamente era chiamato Valzerino Povero, ne esiste la versione primordiale ma non rilasciata al pubblico.                                                                    |  |
| Mars                            | 1980 |                         |                                                                                                | Pelù | Aiazzi, Maroccolo, Pelù, Renzulli           | Talvolta indicato come Figlio di Mars, veniva eseguito ai primissimi concerti della band |  |
| Mascherina                      | 1999 | Infinito                | 4:09                                                                                           | Pelù | Renzulli, Pelù                              | |  |
| Maudit                          | 1993 | Terremoto               | 4:54                                                                                           | Pelù | Renzulli                                    | |  |
| Men in Suicide                  | 1981 | Litfiba                 | 5:47                                                                                           | Renzulli | Aiazzi, Maroccolo, Pelù, Renzulli           | Presente sul demo tape e sul primo ep della band come Man in suicide, al singolare |  |
| Mistery Train                   | 2005 | Essere o sembrare       | 3:36                                                                                           | Cavallo | Cavallo, Renzulli, Colzi                    | |  |
| Mr.Hyde                         | 2001 | Insidia                 | 4:47                                                                                           | Cavallo | Cavallo, Renzulli, Venier                   | |  |
| Nave notte                      | 1982 |                         |                                                                                                | Pelù | Aiazzi, Maroccolo, Pelù, Renzulli           | Brano suonato live nel periodo e presente su alcuni bootleg, viene citato nel testo di Universe (come nella nave notte taglio l'aria) |  |
| Nell'attimo                     | 2001 | Insidia                 | 4:06                                                                                           | Cavallo | Cavallo, Renzulli, Venier                   | |  |
| No frontiere                    | 1995 | Spirito                 | 5:15                                                                                           | Pelù | Aiazzi, Renzulli                            | |  |
| No mai                          | 2005 | Essere o sembrare       | 3:48                                                                                           | Cavallo | Cavallo, Renzulli, Colzi                    | |  |
| Non so dove sei                 | 1983 |                         |                                                                                                | Pelù | Aiazzi, Maroccolo, Pelù, Renzulli           | Brano presente nei bootleg dell'epoca, mai registrato ufficialmente, eseguito in live nel 1983, è la versione in italiano di Under the moon |  |
| Notte a Dubai                   | 1982 |                         |                                                                                                | (strumentale) | Aiazzi, Maroccolo, Renzulli                 | Brano presente nei bootleg dell'epoca, mai registrato ufficialmente |  |
| Nuovi rampanti                  | 1999 | Infinito                | 4:27                                                                                           | Pelù | Renzulli                                    | |  |
| Occhi neri                      | 1986 |                         |                                                                                                | Pelù | Aiazzi, Maroccolo, Pelù, Renzulli           | Brano registrato come demo ma mai rilasciato, veniva eseguito in live nel periodo 1986 |  |
| Oceano                          | 2001 | Insidia                 | 5:26                                                                                           | Cavallo | Cavallo, Renzulli, Venier                   | |  |
| Oltre                           | 2016 | Eutòpia                 | 3:26                                                                                           | Pelù | Renzulli, Pelù                              | |  |
| Oltre la notte                  | 1986 |                         |                                                                                                | (strumentale) | Aiazzi, Maroccolo, Renzulli                 | Brano registrato in forma di demo e mai pubblicato ufficialmente |  |
| Onda Araba                      | 1983 | Transea                 |                                                                                                | Pelù | Aiazzi, Maroccolo, Pelù, Renzulli           | Brano presente insieme a Versante est nella compilation Catalogue issue, presente anche nell'EP Transea, oltre che nel disco Lacio Drom, inizialmente "Radio Araba". |  |
| One Minute                      | 1981 |                         |                                                                                                | Renzulli | Aiazzi, Maroccolo, Pelù, Renzulli           | Brano mai inciso ufficialmente dalla band, eseguito nei primi concerti, presente su alcuni bootleg dell'epoca |  |
| Ora d'aria                      | 1995 | Spirito                 | 5:07                                                                                           | Pelù | Renzulli                                    | |  |
| Oro nero                        | 1986 | 17 re                   | 3:45                                                                                           | Pelù | Aiazzi, Maroccolo, Pelù, Renzulli           | |  |
| Paname                          | 1988 | Litfiba 3               | 4:58                                                                                           | Pelù | Aiazzi, Maroccolo, Pelù, Renzulli           | |  |
| Peste                           | 1988 | Litfiba                 | 5:32                                                                                           | Pelù | Aiazzi, Maroccolo, Pelù, Renzulli           | |  |
| Piegami                         | 2000 | Elettromacumba          | 3:35                                                                                           | Cavallo | Renzulli, Cavallo                           | |  |
| Pierrot e la luna               | 1986 | 17 re                   | 4:00                                                                                           | Pelù | Aiazzi, Maroccolo, Pelù, Renzulli           | |  |
| Pigalle                         | 1982 |                         |                                                                                                | Pelù | Aiazzi, Maroccolo, Pelù, Maroccolo          | Brano in francese, inciso solamente su demo e presente su bootleg del periodo, originariamente sarebbe dovuto essere il lato B del 45" luna/La Preda, al posto di quest'ultima |  |
| Pioggia di luce                 | 1985 | Desaparecido            | 4:29                                                                                           | Pelù | Aiazzi, Maroccolo, Pelù, Renzulli           | La versione primordiale del brano era intitolata Accecherà, demo molto ricercata dagli appassionati della band, presente in versione live online. |  |
| Prendere o lasciare             | 2005 | Essere o sembrare       | 4:08                                                                                           | Cavallo | Cavallo, Renzulli, Colzi                    | |  |
| Prendi in mano i tuoi anni      | 1999 | Infinito                | 3:55                                                                                           | Pelù | Renzulli                                    | |  |
| Prima guardia                   | 1993 | Terremoto               | 4:56                                                                                           | Pelù | Renzulli                                    | |  |
| Profumo                         | 2000 | Elettromacumba          | 4:52                                                                                           | Cavallo | Renzulli                                    | |  |
| Proibito                        | 1990 | El diablo               | 3:49                                                                                           | Pelù | Renzulli                                    | |  |
| Ragazzo                         | 1990 | El diablo               | 4:42                                                                                           | Pelù | Renzulli                                    | |  |
| Rawhide                         | 1989 | Pirata                  | 2:22                                                                                           | Washington | Tiomkin                                     | Cover del brano reso celebre dai Blues Brothers |  |
| Re del silenzio                 | 1986 | 17 re                   | 4:07                                                                                           | Pelù | Aiazzi, Maroccolo, Pelù, Renzulli           | |  |
| Regina di cuori                 | 1997 | Mondi sommersi          | 4:05                                                                                           | Pelù | Renzulli                                    | |  |
| Reina De Corazones              | 1998 | Mondi sommersi          | 4:05                                                                                           | Pelù | Renzulli                                    | Versione in spagnolo del brano Regina di cuori presente nell'edizione spagnola del disco |  |
| Resisti                         | 1990 | El diablo               | 4:50                                                                                           | Pelù | Renzulli                                    | |  |
| Resta                           | 1986 | 17 re                   | 2:55                                                                                           | Pelù | Aiazzi, Maroccolo, Pelù, Renzulli           | |  |
| Ridi e sogna                    | 1983 |                         |                                                                                                | Pelù | Aiazzi, Maroccolo, Pelù, Renzulli           | Brano mai inciso ufficialmente dalla band, presente solamente su bootleg del periodo |  |
| Ritmo                           | 1997 | Mondi sommersi          | 4:13                                                                                           | Pelù | Renzulli                                    | |  |
| Ritmo 2#                        | 1997 | Mondi sommersi          | 4:34                                                                                           | Pelù | Renzulli                                    | Seconda versione del brano Ritmo con diverso arrangiamento |  |
| Ritmo 2# (Ritmo dos)            | 1998 | Mondi sommersi          | 4:05                                                                                           | Pelù | Renzulli                                    | Versione in spagnolo del brano Ritmo 2# presente nell'edizione spagnola del disco |  |
| Robot (Autocontrollo)           | 1981 |                         |                                                                                                | Pelù | Aiazzi, Maroccolo, Pelù, Renzulli           | Brano mai inciso ufficialmente dalla band, presente su alcuni bootleg del periodo, il titolo ufficiale della canzone è Autocontrollo, versione in italiano di Control (Fuck to your mother) |  |
| Rotterdam                       | 1981 |                         |                                                                                                | Pelù | Aiazzi, Maroccolo, Pelù, Renzulli           | Brano in lingua inglese registrato nel 1981 e presente solo sul demo tape e bootleg, si trova uno stralcio del testo sul libro Proibito, prima biografia della band, veniva eseguito tra il 1981 e il 1986 in live. |  |
| Ruggine                         | 2001 | Insidia                 | 3:24                                                                                           | Cavallo | Cavallo, Renzulli, Venier                   | Come bonus track del disco, è presente una versione remix del brano di lunghezza 4:29 minuti |  |
| Santi di periferia              | 2016 | Eutòpia                 | 3:36                                                                                           | Pelù | Renzulli, Pelù                              | |  |
| Santiago                        | 1988 | Litfiba 3               | 3:40                                                                                           | Pelù | Aiazzi, Maroccolo, Pelù, Renzulli           | |  |
| Senza rete                      | 2001 | Insidia                 | 3:25                                                                                           | Cavallo | Cavallo, Renzulli, Venier                   | |  |
| Sepolto vivo                    | 2009 | Five on line            | 4:00                                                                                           | |                                             | |  |
| Sette vite                      | 2005 | Essere o sembrare       | 3:23                                                                                           | Cavallo | Cavallo, Renzulli, Colzi                    | |  |
| Sexy Dream                      | 1999 | Infinito                | 4:39                                                                                           | Pelù | Renzulli                                    | |  |
| Si può                          | 1997 | Mondi sommersi          | 4:34                                                                                           | Pelù | Renzulli                                    | |  |
| Siamo umani                     | 1990 | El diablo               | 4:09                                                                                           | Pelù | Renzulli                                    | |  |
| Soldi                           | 1993 | Terremoto               | 3:49                                                                                           | Pelù | Renzulli                                    | |  |
| Sole nero                       | 2010 | Stato Libero di Litfiba | 4:00                                                                                           | Pelù | Renzulli, Pelù                              | |  |
| Sono un dannato                 | 1981 |                         |                                                                                                | Pelù | Aiazzi, Maroccolo, Pelù, Renzulli           | Brano suonato nei primissimi concerti (1980 e 1981), mai inciso ufficialmente e presente su alcuni bootleg del periodo, conosciuto anche con il titolo di Mani di fuoco/Ali di fuoco. |  |
| Sottile ramo                    | 2005 | Essere o sembrare       | 3:04                                                                                           | Colzi | Cavallo, Renzulli, Colzi                    | |  |
| Sotto il vulcano                | 1993 | Terremoto               | 4:50                                                                                           | Pelù | Renzulli, Aiazzi                            | |  |
| Sparami                         | 1997 | Mondi sommersi          | 4:38                                                                                           | Pelù | Renzulli, Pelù                              | |  |
| Spia                            | 2000 | Elettromacumba          | 4:38                                                                                           | Cavallo | Renzulli, Cavallo                           | |  |
| Spirito                         | 1995 | Spirito                 | 4:41                                                                                           | Pelù | Renzulli                                    | |  |
| Squalo                          | 2012 | Grande nazione          | 4:17                                                                                           | Pelù | Renzulli, Pelù                              | |  |
| Stasera                         | 2005 | Essere o sembrare       | 3:23                                                                                           | Cavallo | Cavallo, Renzulli, Colzi                    | |  |
| Straniero                       | 2016 | Eutòpia                 | 4:50                                                                                           | Pelù | Renzulli, Pelù                              | |  |
| Sulla Terra                     | 1986 | 17 re                   | 4:19                                                                                           | Pelù | Aiazzi, Maroccolo, Pelù, Renzulli           | |  |
| Suona fratello                  | 1995 | Spirito                 | 2:09                                                                                           | Pelù | Renzulli                                    | |  |
| Tammùria                        | 1995 | Spirito                 | 4:10                                                                                           | Pelù | Renzulli                                    | |  |
| Tango                           | 1986 | 17 re                   | 4:36                                                                                           | Pelù | Aiazzi, Maroccolo, Pelù, Renzulli           | |  |
| Telephone Blues                 | 1995 | Spirito                 | 1:03                                                                                           | Pelù | Renzulli                                    | |  |
| Tequila                         | 1989 | Pirata                  | 1:42                                                                                           | Chuck Rio | Chuck Rio                                   | Cover del noto brano anni '50 |  |
| Terra di nessuno                | 2009 | Five on line            | 4:49                                                                                           | |                                             | |  |
| Tex                             | 1988 | Litfiba 3               | 3:36                                                                                           | Pelù | Aiazzi, Maroccolo, Pelù, Renzulli           | Esiste anche una versione estesa (5:35), Tex '90, pubblicata come singolo nel marzo del 1990 e poi inclusa nella compilation Sogno Ribelle |  |
| Tra te e me                     | 2012 | Grande nazione          | 4:30                                                                                           | Pelù | Renzulli, Pelù                              | |  |
| Tradimento                      | 1983 |                         |                                                                                                | Pelù | Aiazzi, Maroccolo, Pelù, Renzulli           | Presente solamente su demo e bootleg, ne venne incisa una versione in inglese (Betrayal) sempre su demo |  |
| Transea                         | 1982 | Transea                 |                                                                                                | Pelù | Aiazzi, Maroccolo, Pelù, Renzulli           | Originariamente il brano avrebbe dovuto chiamarsi Ferisce e penetra, versione primordiale eseguita nei live dell'epoca. |  |
| Tu non c'eri                    | 2016 | Eutòpia                 | :                                                                                              | (strumentale) | Pelù                                        | Bonus track presente nella versione in vinile del disco |  |
| Tutti buoni                     | 2012 | Grande nazione          | 3:50                                                                                           | Pelù | Renzulli, Pelù                              | |  |
| Tziganata                       | 1985 | Desaparecido            | 2:55                                                                                           | Pelù | Aiazzi, Maroccolo, Pelù, Renzulli           | |  |
| Under the Moon                  | 1981 | 17 re                   | 3:18                                                                                           | Renzulli | Aiazzi, Maroccolo, Pelù, Renzulli           | Presente nel repertorio della band sin dal primo concerto, registrata nel 1981 e presente sul demo tape in versione diversa, confluita poi nel primo E.P della band con un mixaggio differente e voci aggiunte all'inizio del brano. |  |
| Univers                         | 1986 | 17 re                   | 5:19                                                                                           | Pelù | Aiazzi, Maroccolo, Pelù, Renzulli           | |  |
| Vendette                        | 1986 | 17 re                   | 5:34                                                                                           | Pelù | Aiazzi, Maroccolo, Pelù, Renzulli           | |  |
| Versante est                    | 1983 |                         |                                                                                                | Pelù | Aiazzi, Maroccolo, Pelù, Renzulli           | Presente nella compilation Catalogue Issue e rilasciata nel 2013 nella raccolta Trilogia del Potere, con mixaggio differente e traccia vocale sostituita con quella del demo. |  |
| Vivere il mio tempo             | 1999 | Infinito                | 4:25                                                                                           | Pelù | Renzulli, Pelù                              | |  |
| Vuoto                           | 1982 |                         |                                                                                                | Pelù | Aiazzi, Maroccolo, Pelù, Renzulli           | |  |
| Woda-Woda                       | 1990 | El diablo               | 5:04                                                                                           | Pelù | Renzulli                                    | |  |
| Yassassin                       | 1984 | Yassassin               |                                                                                                | David Bowie | David Bowie                                 | Cover di un brano di David Bowie presente sull'EP mix del 1984 in due versioni, una più lunga di 7:31 minuti e l'altra ridimensionata nel minutaggio a 4:16 minuti |  |
| Your body                       | 1980 |                         |                                                                                                | Renzulli | Aiazzi, Maroccolo, Pelù, Renzulli           | Presente su alcuni bootleg dei primissimi anni, 1980 e 1981 |  |
| Zambesi                         | 1984 | Live in Berlin 1984     | 1:16                                                                                           | (strumentale) | Aiazzi, Maroccolo, Pelù, Renzulli           | Presente su alcuni bootleg del 1984 tra cui un frammento sul semi ufficiale Live in Berlin 1984 |  |